# Liga Europea de la FIBA 1994-95
La Liga Europea de baloncesto 1994-95 fue la 38.ª edición de la máxima competición de clubes europeos de baloncesto —la Copa de Europa— y la 4.ª bajo su denominación de Liga Europea tras la reestructuración de las competiciones en 1991.
La competición fue disputada por los campeones de Liga de Europa.
Fue conquistada por el Real Madrid de Baloncesto sumando así su octavo título de la competición, después de 15 años sin ganar la máxima competición continental. Supuso el tercer entorchado en cuatro años, con tres equipos distintos, para Željko Obradović.

## Primera ronda
| Equipo 1                 | Agr.    | Equipo 2              | Ida    | Vuelta |
| ------------------------ | ------- | --------------------- | ------ | ------ |
| Résidence                | 126–168 | Bioveta Brno          | 73–89  | 53–79  |
| Pezoporikos Larnaca      | 40–0*   | Levski Sofia          | 20–0   | 20–0   |
| Sloboda Dita             | 124–180 | Croatia Osiguranje    | 68–99  | 56–81  |
| Inpromservis Kiev        | 199–153 | Śląsk Wrocław         | 100–70 | 99–83  |
| Vita Tbilisi             | 175–188 | ASK Brocēni           | 80–88  | 95–100 |
| Adelin Pogradec          | 151–222 | Baník Cígeľ Prievidza | 78–99  | 73–123 |
| Danone-Honvéd            | 163–155 | Rabotnički            | 99–82  | 64–73  |
| Tallinn                  | 168–199 | Kärcher Hisings-Kärra | 70–105 | 98–94  |
| Thames Valley Tigers     | 174–156 | Lanèche Weert         | 96–94  | 78–62  |
| Dinamo București         | 129–190 | CSKA Moscow           | 64–92  | 65–98  |
| Möllersdorf Traiskirchen | 133–178 | Hapoel Tel Aviv       | 75–86  | 58–92  |
| KTP                      | 157–197 | Fidefinanz Bellinzona | 74–86  | 83–111 |

*Levski Sofia se retiró antes del partido de ida y el Pezoporikos Larnaca recibió un parcador a su favor (20-0) en ambos partidos.

## Second round
| Equipo 1              | Agr.    | Equipo 2            | Ida    | Vuelta |
| --------------------- | ------- | ------------------- | ------ | ------ |
| Bioveta Brno          | 109–155 | Limoges             | 52–71  | 57–84  |
| Pezoporikos Larnaca   | 154–250 | FC Barcelona        | 95–122 | 59–128 |
| Croatia Osiguranje    | 142–155 | Bayer 04 Leverkusen | 73–65  | 69–90  |
| Inpromservis Kiev     | 155–162 | Panathinaikos       | 87–79  | 68–83  |
| ASK Brocēni           | 156–168 | 7up Joventut        | 77–68  | 79–100 |
| Baník Cígeľ Prievidza | 157–208 | Cibona              | 82–105 | 75–103 |
| Žalgiris              | 150–207 | Scavolini Pesaro    | 77–91  | 73–116 |
| Danone-Honvéd         | 174–190 | Benfica             | 85–94  | 89–96  |
| Kärcher Hisings-Kärra | 144–173 | Efes Pilsen         | 81–85  | 63–88  |
| Thames Valley Tigers  | 138–180 | Buckler Bologna     | 62–82  | 76–98  |
| CSKA Moscow           | 178–166 | Olympique Antibes   | 104–77 | 74–89  |
| Hapoel Tel Aviv       | 148–152 | PAOK Bravo          | 82–70  | 66–82  |
| Fidefinanz Bellinzona | 111–144 | Maccabi Elite       | 49–55  | 62–89  |
| Smelt Olimpija        | 148–136 | Maes-Flandria       | 85–61  | 63–75  |

Clasificados automáticamente para la fase de grupos
- Olympiacos
- Real Madrid

## Fase de grupos
|  | Clasificado para Playoff |
|  | Eliminado                |

|    | Equipo           | Par. | Pts. | G  | P  | PF   | PC   |
| -- | ---------------- | ---- | ---- | -- | -- | ---- | ---- |
| 1. | Panathinaikos    | 14   | 24   | 10 | 4  | 1059 | 982  |
| 2. | Real Madrid      | 14   | 23   | 9  | 5  | 1052 | 989  |
| 3. | CSKA Moscú       | 14   | 23   | 9  | 5  | 1203 | 1162 |
| 4. | Scavolini Pesaro | 14   | 23   | 9  | 5  | 1148 | 1108 |
| 5. | Maccabi Elite    | 14   | 22   | 8  | 6  | 1113 | 1104 |
| 6. | PAOK Bravo       | 14   | 20   | 6  | 8  | 1037 | 1046 |
| 7. | Smelt Olimpija   | 14   | 17   | 3  | 11 | 1026 | 1102 |
| 8. | Benfica          | 14   | 16   | 2  | 12 | 970  | 1115 |

|    | Equipo              | Par. | Pts. | G  | P  | PF   | PC   |
| -- | ------------------- | ---- | ---- | -- | -- | ---- | ---- |
| 1. | Limoges             | 14   | 24   | 10 | 4  | 983  | 911  |
| 2. | Olympiacos          | 14   | 23   | 9  | 5  | 1086 | 958  |
| 3. | Cibona              | 14   | 22   | 8  | 6  | 1049 | 1060 |
| 4. | Buckler Bologna     | 14   | 22   | 8  | 6  | 1072 | 1023 |
| 5. | FC Barcelona        | 14   | 22   | 8  | 6  | 1095 | 1079 |
| 6. | Efes Pilsen         | 14   | 22   | 8  | 6  | 900  | 912  |
| 7. | Bayer 04 Leverkusen | 14   | 18   | 4  | 10 | 1009 | 1100 |
| 8. | 7up Joventut        | 14   | 15   | 1  | 13 | 923  | 1074 |

## Cuartos de final
Los equipos mejor clasificados jugaron los partidos 2 y 3 en casa.
| Equipo 1         | Agr. | Equipo 2      | Ida   | Vuelta | 3er partido |
| ---------------- | ---- | ------------- | ----- | ------ | ----------- |
| Buckler Bologna  | 1–2  | Panathinaikos | 78–65 | 55–63  | 56–99       |
| Cibona           | 0–2  | Real Madrid   | 78–82 | 70–82  |             |
| Scavolini Pesaro | 1–2  | Limoges       | 68–55 | 66–79  | 72–82       |
| CSKA Moscow      | 1–2  | Olympiacos    | 95–65 | 77–86  | 54–79       |

## Final Four Zaragoza 1995
La Final Four Zaragoza 1995 corresponde al Final Four o etapas semifinales y finales del campeonato de baloncesto de Europa, que en su edición del año 1995 se realizó en Zaragoza, España.

### Cuadro
|  | Semifinales         | Semifinales         |    |                  | Final               | Final               |  |
|  | 11 de abril de 1995 | 11 de abril de 1995 |    |                  | 13 de abril de 1995 | 13 de abril de 1995 |  |
|  |                     |                     |    |                  |                     |                     |  |
|  |                     |                     |    |                  |                     |                     |  |
|  | Real Madrid         | 62                  |    |                  |                     |                     |  |
|  | CSP Limoges         | 49                  |    |                  |                     |                     |  |
|  |                     |                     |    |                  |                     |                     |  |
|  |                     |                     |    |                  |                     |                     |  |
|  |                     |                     |    |                  | Real Madrid         | 73                  |  |
|  |                     | Olimpiakos BC       | 61 |                  |                     |                     |  |
|  |                     |                     |    |                  |                     |                     |  |
|  |                     |                     |    |                  |                     |                     |  |
|  |                     |                     |    |                  | Tercer lugar        |                     |  |
|  |                     |                     |    |                  |                     |                     |  |
|  | Olimpiakos BC       | 58                  |    | Panathinaikos BC | 91                  |                     |  |
|  | Panathinaikos BC    | 52                  |    |                  | CSP Limoges         | 77                  |  |

### Semifinales

#### Limoges vs Real Madrid Teka
| 11 de abril de 1995 | Limoges                                   | 49–62                              | Real Madrid Teka                         | |  |
| 19:00               | Marcador por tiempos: 19–27, 30–35        | Marcador por tiempos: 19–27, 30–35 | Marcador por tiempos: 19–27, 30–35       | |  |
|                     | Estadísticas Kempton 22 Young 9 Dacoury 3 | Reporte Pts Reb Asts               | Estadísticas Sabonis 21 Sabonis 9 Lasa 3 | Pabellón: Pabellón Príncipe Felipe, Zaragoza Asistencia: 11.000 espectadores Árbitros: Stefano Cazzaro (ITA), Carl Jungebrand (FIN) |  |

#### Panathinaikos vs Olympiacos
| 11 de abril de 1995 | Panathinaikos                                  | 52–58                              | Olympiacos                                   | |  |
| 21:00               | Marcador por tiempos: 29–27, 23–31             | Marcador por tiempos: 29–27, 23–31 | Marcador por tiempos: 29–27, 23–31           | |  |
|                     | Estadísticas Paspalj 17 Vranković 17 Paspalj 3 | Reporte Pts Reb Asts               | Estadísticas Johnson 27 Johnson 10 Sigalas 3 | Pabellón: Pabellón Príncipe Felipe, Zaragoza Asistencia: 11.000 espectadores Árbitros: Wieslaw Zych (POL), Romualdas Brazauskas (LTU) |  |

### Tercer y cuarto puesto
| 13 de abril de 1995 | Limoges                                          | 77–91                              | Panathinaikos                                     | |  |
| 19:30               | Marcador por tiempos: 35–48, 42–43               | Marcador por tiempos: 35–48, 42–43 | Marcador por tiempos: 35–48, 42–43                | |  |
|                     | Estadísticas Young 24 M'Bahia 8 Dacoury, Young 2 | Reporte Pts Reb Asts               | Estadísticas Alvertis 29 Vranković 11 Vranković 3 | Pabellón: Pabellón Príncipe Felipe, Zaragoza Asistencia: 11.000 espectadores Árbitros: Stefano Cazzaro (ITA), Romualdas Brazauskas (LTU) |  |

### Final
| 13 de abril de 1995 | Real Madrid Teka                                  | 73–61                              | Olympiacos                                               | |  |
| 21:30 (CEST)        | Marcador por tiempos: 38–28, 35–33                | Marcador por tiempos: 38–28, 35–33 | Marcador por tiempos: 38–28, 35–33                       | |  |
|                     | Estadísticas Sabonis 23 Sabonis 7 Antúnez, Lasa 4 | Reporte Pts Reb Asts               | Estadísticas Nakić, Volkov 15 Sigalas 9 Johnson, Tomić 2 | Pabellón: Pabellón Príncipe Felipe, Zaragoza Asistencia: 11.000 espectadores Árbitros: Wieslaw Zych (POL), Carl Jungebrand (FIBA) |  |

|                                | Min | Pts | 2p    | 3p   | 1p    | Rdf | Rof | As | FP |
| ------------------------------ | --- | --- | ----- | ---- | ----- | --- | --- | -- | -- |
| José Miguel Antúnez            | 32  | 12  | 2/3   | 0/1  | 8/11  | 3   | 1   | 4  | 3  |
| Ismael Santos                  | 27  | 7   | 1/2   | 1/3  | 2/2   | 5   |     |    | 5  |
| Javier Garcia Coll             | 24  | 2   |       |      | 2/2   |     |     | 1  | 2  |
| Joe Arlauckas                  | 38  | 16  | 8/21  |      |       | 2   | 2   | 3  | 3  |
| Arvydas Sabonis                | 25  | 23  | 6/9   | 2/2  | 5/6   | 6   | 1   | 1  | 4  |
| José Lasa                      | 9   | 1   |       | 0/1  | 1/2   | 2   |     | 4  | 1  |
| Pep Cargol                     | 28  | 6   | 2/5   | 0/1  | 2/2   | 2   |     |    | 1  |
| Antonio Martín                 | 17  | 6   | 3/8   |      | 0/1   | 3   | 3   | 1  | 2  |
| Real Madrid                    |     | 73  | 22/48 | 3/8  | 20/26 | 23  | 7   | 14 | 21 |
| Entrenador : Želimir Obradović |     |     |       |      |       |     |     |    |    |
| Milan Tomić                    | 21  | 3   | 0/2   | 1/2  |       | 1   |     | 2  | 4  |
| Eddie Johnson                  | 33  | 9   | 2/9   | 1/5  | 2/2   | 2   | 3   | 2  | 1  |
| Giorgos Sigalas                | 32  | 10  | 3/7   | 0/1  | 4/10  | 6   | 3   | 1  | 4  |
| Aleksandr Vólkov               | 30  | 15  | 5/7   | 1/3  | 2/2   | 4   | 3   |    | 2  |
| Panagiotis Fassoulas           | 24  |     | 0/4   |      |       | 4   | 2   | 1  | 1  |
| Efthimis Bakatsias             | 18  | 2   | 1/1   |      |       | 1   |     |    | 2  |
| Franko Nakić                   | 17  | 15  | 3/6   | 1/2  | 6/7   | 2   | 1   | 1  | 3  |
| Dragan Tarlac                  | 25  | 7   | 3/10  |      | 1/2   | 2   | 3   |    | 5  |
| Olimpiakos BC                  |     | 61  | 17/46 | 4/13 | 15/23 | 22  | 15  | 7  | 22 |
| Entrenador : Iannis Ioannidis  |     |     |       |      |       |     |     |    |    |

- Pabellón Príncipe Felipe, Zaragoza  - 11 y 13 de abril de 1995

| Campeón de la Liga Europea de la FIBA 1994–95 |
| --------------------------------------------- |
| Real Madrid 8º título                         |